# Нобелевская премия по литературе

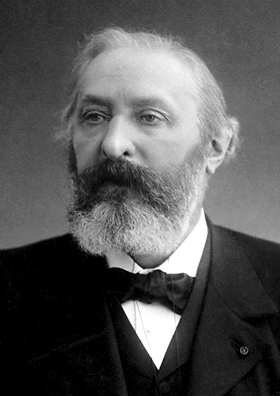
Сюлли-Прюдом
(1839—1907), первый лауреат Нобелевской премии по литературе.

Нобелевская премия по литературе (швед. Nobelpriset i litteratur) — награда, ежегодно вручаемая Нобелевским фондом за достижения в области литературы. Одна из пяти премий, созданных по воле Альфреда Нобеля в 1895 году, которая вручается с 1901 года. Другие премии: Нобелевская премия по химии, Нобелевская премия по физике, Нобелевская премия мира и Нобелевская премия по физиологии и медицине. Первая Нобелевская премия по литературе была присуждена французскому поэту и эссеисту Рене Франсуа Арман Прюдому «За выдающиеся литературные добродетели, особенно же за высокий идеализм, художественное совершенство, а также за необыкновенное объединение душевности и таланта, о чём свидетельствуют его книги». Эта награда находится в ведении Нобелевского фонда и считается самой престижной наградой в литературе.

## История
Нобелевская премия была учреждена Альфредом Нобелем в его завещании, написанном 27 ноября 1895 года в Париже:

Указанные доходы следует разделить на пять равных частей, которые должны распределяться следующим образом: первая часть тому, кто сделает наиболее важное открытие или изобретение в области физики, вторая — тому, кто сделает наиболее важное открытие или усовершенствование в области химии, третья — тому, кто сделает наиболее важное открытие в области физиологии или медицины, четвёртая — создавшему наиболее значительное литературное произведение идеалистической направленности, пятая — тому, кто внесет весомый вклад в сплочение народов, ликвидацию или сокращение численности постоянных армий или в развитие мирных инициатив. Премии в области физики и химии должны присуждаться Шведской королевской академией наук, по физиологии и медицине — Королевским Каролинским институтом в Стокгольме, по литературе — Шведской академией (литературы) в Стокгольме, премия мира — комитетом из пяти человек, который должен быть назначен норвежским стортингом. Мое непременное требование заключается в том, чтобы при присуждении премии никакого значения не имела национальность претендентов и её получали самые достойные независимо от того, скандинавы они или нет.
Оригинальный текст (швед.)Räntan delas i fem lika delar som tillfalla: en del den som inom fysikens område har gjort den vigtigaste upptäckt eller uppfinning; en del den som har gjort den vigtigaste kemiska upptäck eller förbättring; en del den som har gjort den vigtigaste upptäckt inom fysiologiens eller medicinens domän; en del den som inom litteraturen har producerat det utmärktaste i idealisk rigtning; och en del åt den som har verkat mest eller best för folkens förbrödrande och afskaffande eller minskning af stående armeer samt bildande och spridande af fredskongresser. Prisen för fysik och kemi utdelas af Svenska Vetenskapsakademien; för fysiologiska eller medicinska arbeten af Carolinska institutet i Stockholm; för litteratur af Akademien i Stockholm samt för fredsförfäktare af ett utskott af fem personer som väljas af Norska Stortinget. Det är min uttryckliga vilja att vid prisutdelningarne intet afseende fästes vid någon slags nationalitetstillhörighet sålunda att den värdigaste erhåller priset, antingen han är Skandinav eller ej.

Нобелевская премия по литературе присуждается ежегодно с 1901 года. По состоянию на 2021 год было присуждено 114 премий, из них 16 — женщинам. Только 8 раз награждение не проводилось: в 1914, 1918, 1935, 1940—1943 годах, а также в 2018 (из-за скандала вокруг Жана-Клода Арно; премия 2018 года была присуждена год спустя). Четырежды — в 1904, 1917, 1966, 1974 гг. — премия была разделена между двумя авторами. Всего премии удостоилось 118 авторов. 77 награждённых были преимущественно прозаиками, большинство других лауреатов — поэтами, однако среди нобелиатов были также историк Теодор Моммзен, философы Рудольф Эйкен и Бертран Рассел, политик Уинстон Черчилль. Средний возраст писателей-лауреатов — 65 лет; младше всех на момент награждения был Редьярд Киплинг (42 года, премия 1907 года), старше всех — Дорис Лессинг (88 лет, премия 2007 года). Первым лауреатом в 1901 году стал Сюлли-Прюдом.
За годы существования премии её фокус от в целом гармонизирующих, умиротворяющих произведений («идеалистической направленности») сместился после Второй мировой войны к литературным экспериментам и новациям, затем — с 1980-х годов — к демонстрации широты и многообразия высококлассной мировой литературы, а с конца 2010-х — к избеганию любых крайностей.

## Отбор кандидатов
Согласно уставу Нобелевского фонда, выдвигать кандидатов на премию по литературе могут следующие лица:
1. члены Шведской академии, других академий, институтов и обществ с аналогичными задачами и целями;
2. профессора литературы и лингвистики различных высших учебных заведений;
3. лауреаты Нобелевской премии в области литературы;
4. председатели авторских союзов, представляющих литературное творчество в соответствующих странах.

Оценку заявок и отбор кандидатов производит Нобелевский комитет по литературе. Из их числа Шведская академия выбирает лауреатов.

## Критика
Поскольку Нобелевский комитет существует в западной историко-культурной традиции, неудивительно, что в основном Нобелевскую премию по литературе получают писатели из Европы. Количество писателей-лауреатов из Азии, где существует многовековая, даже тысячелетняя, литературная традиция, и тем более из Африки пренебрежимо мало. Это, по мнению Вадима Кожинова, свидетельствует о том, что премии малоизвестным на Западе писателям из Азии и Африки — не более, чем «показные» акции лишь для того, чтобы убедить всех во всемирности премии. Также среди представителей западных литератур непропорционально велика доля писателей-лауреатов из скандинавских стран — Норвегии, Швеции и Дании. Особенно сильным скандинавское представительство в числе лауреатов премии было в первой трети XX века.
Многие значительные писатели, оказавшие влияние на литературу XX века, премию не получили. Целый ряд лауреатов Нобелевской премии в своих Нобелевских лекциях и интервью после вручения им премий называли имена тех, кто не получили этой награды, более достойными. В частности, Синклер Льюис и Джон Стейнбек назвали в этом качестве Шервуда Андерсона, Хуан Рамон Хименес — Федерико Гарсиа Лорку, Франсуа Мориак — Августа Стриндберга, Уильям Фолкнер — Томаса Вулфа, Элиас Канетти — Роберта Музиля, Пабло Неруда — Поля Валери, Гюнтер Грасс — Альфреда Дёблина, Иосиф Бродский — Осипа Мандельштама, Марину Цветаеву, Роберта Фроста, Анну Ахматову, Уистена Одена. В качестве вероятной причины такого положения вещей Глеб Морев называет органический порок используемой в Нобелевской премии системы номинирования: по большей части номинации исходят от учёных-литературоведов, специалистов по литературе прошлого, крайне слабо разбирающихся в текущем литературном моменте.
Премию практически никогда не получают авторы «жанровой литературы», даже самые прославленные. Так, классик научной фантастики Герберт Уэллс номинировался в 1921, 1932, 1935 и 1946 годах, но был отвергнут как «слишком популярный», член Нобелевского комитета Свен Гедин назвал Уэллса «незначительным журналистом». В 1961 году Джону Р. Р. Толкину было отказано в премии с формулировкой (от секретаря академии Андерса Остерлинга), что книги англичанина «ни в коей мере нельзя назвать прозой высшего класса». Премией не были награждены Олдос Хаксли, Рэй Брэдбери, Станислав Лем.
Во многих случаях присуждение или неприсуждение премии базировалось на идеологических мотивах. Так, Пётр Вайль утверждает:
Нобелевский комитет, как любое интеллигентское сообщество, состоит из людей левых убеждений. Левых, естественно, по европейской терминологии. Именно поэтому один из величайших писателей XX века, Борхес, не получил Нобелевской премии. Все дело в том, что он нанес визит Пиночету, пожимал ему руку и хвалил за то, что он сокрушил коммунистов. При этом все понимали величие Борхеса как писателя, но Пиночета не простили.
Карелу Чапеку было отказано в премии по политическим мотивам — его роман «Война с саламандрами» сочли оскорбительным для руководства нацистской Германии.
Не в последнюю очередь это относится к писателям из России и СССР. Так, в 1901 году премия не была присуждена Льву Толстому, так как, по мнению секретаря Шведской академии Карла Вирсена, категорически выступившего против кандидатуры Толстого:
Этот писатель осудил все формы цивилизации и настаивал взамен их принять примитивный образ жизни, оторванный от всех установлений высокой культуры… Всякого, кто столкнется с такой косной жестокостью по отношению к любым формам цивилизации, одолеет сомнение. Никто не станет солидаризироваться с такими взглядами.
Премию тогда получил Сюлли-Прюдом. В ответ на это 49 шведских писателей во главе с Августом Стриндбергом написали открытое письмо протеста Шведской академии. Против вручения премии Толстому в 1902 году высказался секретарь комитета по славянским литературам Нобелевского института А. Йенсен. Среди русских номинантов на премию были также выдвинуты Анатолий Кони, Дмитрий Мережковский, Максим Горький, Константин Бальмонт, Пётр Краснов, Иван Шмелёв, Николай Бердяев, Марк Алданов, Леонид Леонов, Игорь Гузенко, Борис Зайцев, Роман Якобсон, Владимир Набоков, Евгений Евтушенко, Анна Ахматова. Четыре из пяти русских писателей, ставших лауреатами (за исключением Шолохова), так или иначе находились в конфликте с советской властью: Бунин и Бродский были эмигрантами, Солженицын был диссидентом, Пастернак получил премию за роман, опубликованный за границей. Соответственно, вручение им премии имело, по мнению критиков с советской стороны, исключительно политическую причину.

### Ответ на критику
Существует, впрочем, и иная точка зрения, ставящая политизированность вопроса под сомнение: «Александр Солженицын стал лауреатом в 1970 году. Мир ещё не знал „Архипелага ГУЛАГа“ и „Красного колеса“. Стокгольмские академики во многом руководствовались восторженными мнениями официального советского литературоведения по поводу первых произведений писателя». По мнению самого Александра Солженицына, не менее политический характер носило и вручение премии Шолохову, призванное уравновесить более раннюю премию Пастернаку, а Мстислав Ростропович в своём Открытом письме иронизирует над самой критикой такого рода как над беспринципным политиканством.